# 略万地区厄德勒维尔
略万地区厄德勒维尔（法語：Heudreville-en-Lieuvin，法語發音：[ødʁəvil ɑ̃ ljøvɛ̃]）是法国厄尔省的一个市镇，属于贝尔奈区。

## 地理
略万地区厄德勒维尔（49°11'45"N, 0°30'15"E）面积4.15 平方千米，位于法国诺曼底大区厄尔省，该省份为法国北部内陆省份，北起滨海塞纳省，西接奧恩省和卡爾瓦多斯省，南至厄尔-卢瓦省，东临瓦兹省、瓦兹河谷省和伊夫林省。
与略万地区厄德勒维尔接壤的市镇（或旧市镇、城区）包括：略万地区埃普勒维尔、勒法夫里勒、弗雷讷-科韦维尔、诺阿尔、圣欧班德塞隆。

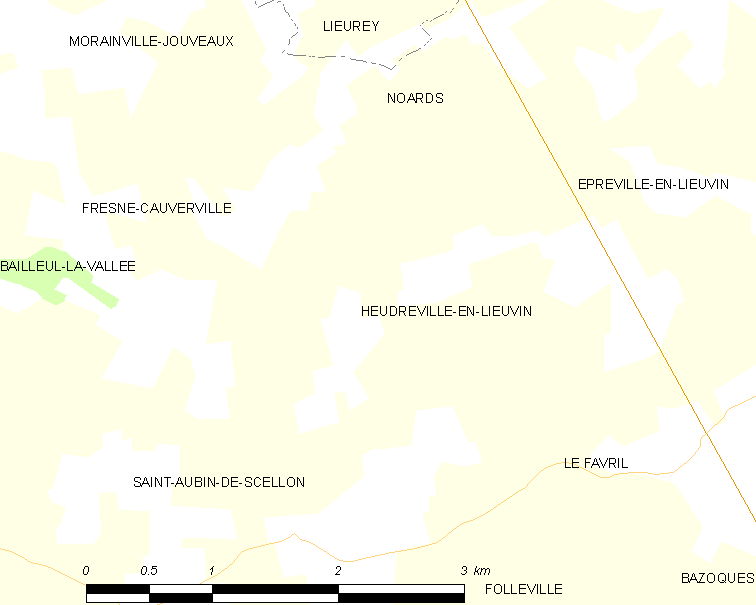
略万地区厄德勒维尔的OSM定位图

略万地区厄德勒维尔的时区为UTC+01:00、UTC+02:00（夏令时）。

## 行政
略万地区厄德勒维尔的邮政编码为27230，INSEE市镇编码为27334。

## 政治
略万地区厄德勒维尔所属的省级选区为伯兹维尔县。

## 人口

1962-2008年间略万地区厄德勒维尔人口变化图示

略万地区厄德勒维尔于2022年1月1日时的人口数量为115人。